# 1기 EBS배 여류프로기전
1기 EBS배 여류프로기전은 EBS 교육방송가 주최하고 한국기원의 TV속기전의 여류 바둑 기전이다. 결승에서는 윤영선 初단이 이지현 初단을 꺾고 우승을 차지했다.